# Los Indianos
Los Indianos es una fiesta tradicional de la isla de La Palma que se realiza todos los años como homenaje a Cuba y como una parodia a los canarios regresados de Latinoamérica, y que a su regreso hacían alarde y ostentación de la riqueza obtenida en aquellas tierras, ambientado en los siglos XIX y XX. Uno de los aspectos más llamativos de la fiesta es el lanzamiento de polvos de talco y la vestimenta de los participantes: guayabera y pantalones blancos o traje de lino, además de sombrero panameño, trajes de época blanco y sombrillas de encajes.
La fiesta de los Indianos se aprovecha también para recordar los lazos entre la isla de La Palma y Cuba: la música, con sones, guarachas y guajiras, la gastronomía, con las típicas sopas de miel, los buñuelos, el ron de caña y el tabaco.
La fiesta está incluida dentro del programa de fiestas del carnaval de Santa Cruz de La Palma y se realiza el lunes de carnaval. 

## Historia
Esta tradición se inició en el siglo XIX a partir de los festejos que se celebran con la llegada al puerto de los barcos desde Cuba y Latinoamérica. Se llamaban "indianos" a los isleños que habían emigrado y volvían a la isla presumiendo de riquezas e historias de prosperidad.
La batalla de los polvos de talco, según la creencia popular tiene su origen durante el siglo XIX, cuando un barco deja en puerto un cargamento de harina en mal estado, convirtiéndose en elemento de diversión del carnaval que en esas fechas se celebraba. Esta creencia fue desechada pues se han hallado documentos del siglo XVII que hablan de "empolvarse" el Lunes de Carnaval. Se cree que es una costumbre heredada de los rituales ñáñigos cubanos de blanquearse la piel.
Desde comienzos del siglo XX esta tradición fue reprimida por las autoridades, puesto que según ordenanzas de la época "alteraban en demasía el orden público". A partir de la segunda mitad del siglo comenzó a recuperarse con fuerza esta tradición, sustituyendo la harina original por talco.
En los años sesenta del siglo XX, un grupo de amigos, entre ellos Alfredo Pérez Díaz, los hermanos Yolanda, Gonzalo y Manuel Cabrera Santos y Estela Sánchez Cabrera, esposa de este último, todos ellos grandes enamorados del carnaval y la parranda, decidieron parodiar al emigrante que vuelve de hacer Las Américas. El Ayuntamiento de Santa Cruz de La Palma agradeció su contribución al carnaval con un sencillo homenaje celebrado en 2003.

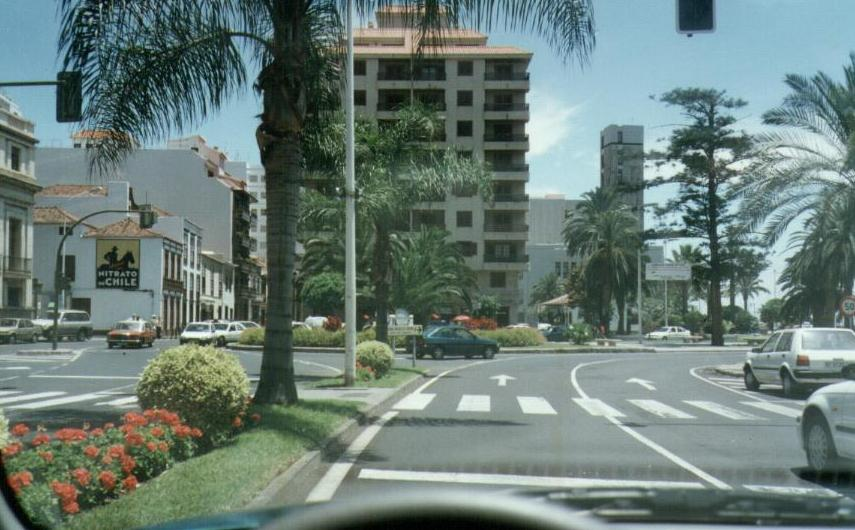
Final de la Avenida de los Indianos desde donde parte la fiesta

Ambos ingredientes (los polvos de talco y la parodia del Indiano arrogante y elegantemente vestido,preferiblemente de blanco riguroso) se unieron de forma espontánea y genuina en la década de los 80, dando lugar a la fiesta tal y como se celebra hoy en día.
Debido a la polémica que trae la celebración por parte del Ayuntamiento de Las Palmas de Gran Canaria de un acto denominado "Los Indianos de Triana" (o Pasacalle de Carnaval Tradicional en la Calle Mayor de Triana), el lunes 23 de febrero de 2009, el pleno del Ayuntamiento de Santa Cruz de La Palma, se reúne en asamblea con carácter extraordinario, en la que todos sus concejales, ataviados con la característica indumentaria blanca que define la jornada de Los Indianos, procedieron a la lectura de una declaración institucional en la que se ha defendido la "indisoluble vinculación de la fiesta de Los Indianos con Santa Cruz de La Palma": "...con objeto de asegurar la protección del Desembarco de los Indianos en el futuro, este Ayuntamiento acuerda promover su declaración como Fiesta de Interés Turístico Regional, Fiesta de Interés Turístico Nacional y Fiesta de Interés Turístico Internacional"; "reuniendo la mencionada cita festiva no pocos valores históricos y etnográficos identitarios del carácter palmero, se acuerda solicitar también la declaración de Los Indianos Bien de Interés Cultural, fortaleciendo así su entidad en el ámbito del patrimonio y la cultura"
La declaración institucional señala igualmente que el Desembarco de los Indianos sintetiza una de las parcelas más relevantes de la historia cultural de Santa Cruz de La Palma, y que esta fiesta nace de los estrechos vínculos culturales y afectivos que unen la Isla de La Palma con Cuba debido especialmente a los fenómenos migratorios que han tenido lugar en ambos sentidos durante siglos.

## Tradiciones y vestimenta
La vestimenta tradicional para esta festividad consiste en guayabera y pantalones blancos o traje de lino, además de sombrero panameño. Las mujeres pueden vestirse con trajes de época igualmente blancos y sombrilla de encajes, sin faltar por supuesto las alhajas. Un complemento que también suelen llevar los indianos e indianas, son las maletas (también de época, preferiblemente de cuero) que se suponen repletas de dinero y riquezas.
La fiesta comienza desde las primeras horas del día en que ya se pueden ver por la calle personas vestidas de indianos. Oficialmente arranca a las 12:00 de la mañana en el atrio del Ayuntamiento de la ciudad, en un acto conocido como La Espera donde se hace un recibimiento a todos los indianos con música cubana y degustaciones de caña de azúcar, melaza y mojito. Como se puede observar la fiesta tiene un fuerte componente cubano, esto es así porque fue uno de los principales focos de emigración de muchos palmeros, por lo que las dos islas quedaron fuertemente vinculadas.
A media tarde comienza el desfile de indianos desde la ya mencionada Avenida de los Indianos, junto al puerto, hasta la Plaza de La Alameda, donde la fiesta se alargará hasta altas horas de la madrugada.
Los indianos portan consigo maletas, baúles, jaulas con animales tropicales y algunos hasta una comitiva de sirvientes de raza negra. Un elemento fundamental también es el puro. Todo esto, claro está, tomado desde el punto de vista que representa esta parodia del indiano rico que regresa a su tierra natal.
La fiesta no está localizada solo entre estos dos puntos, todo el casco histórico es tomado literalmente por multitudes de indianos que dejan las calles cubiertas del blanco de los polvos de talco.
Para hacerse una idea de la magnitud que este festejo repercute en la capital de la isla solo basta decir que la población de la ciudad pasa de los aproximadamente 20.000 habitantes hasta 50.000 ese día.

## Personajes de la fiesta
El personaje por excelencia de esta fiesta palmera es La Negra Tomasa que siempre acude puntual a la cita en el atrio del ayuntamiento. Su llegada da el pistoletazo a la celebración de la fiesta de Los Indianos. Este personaje fue ideado por Victor Lorenzo Díaz Molina, más conocido como Sosó.

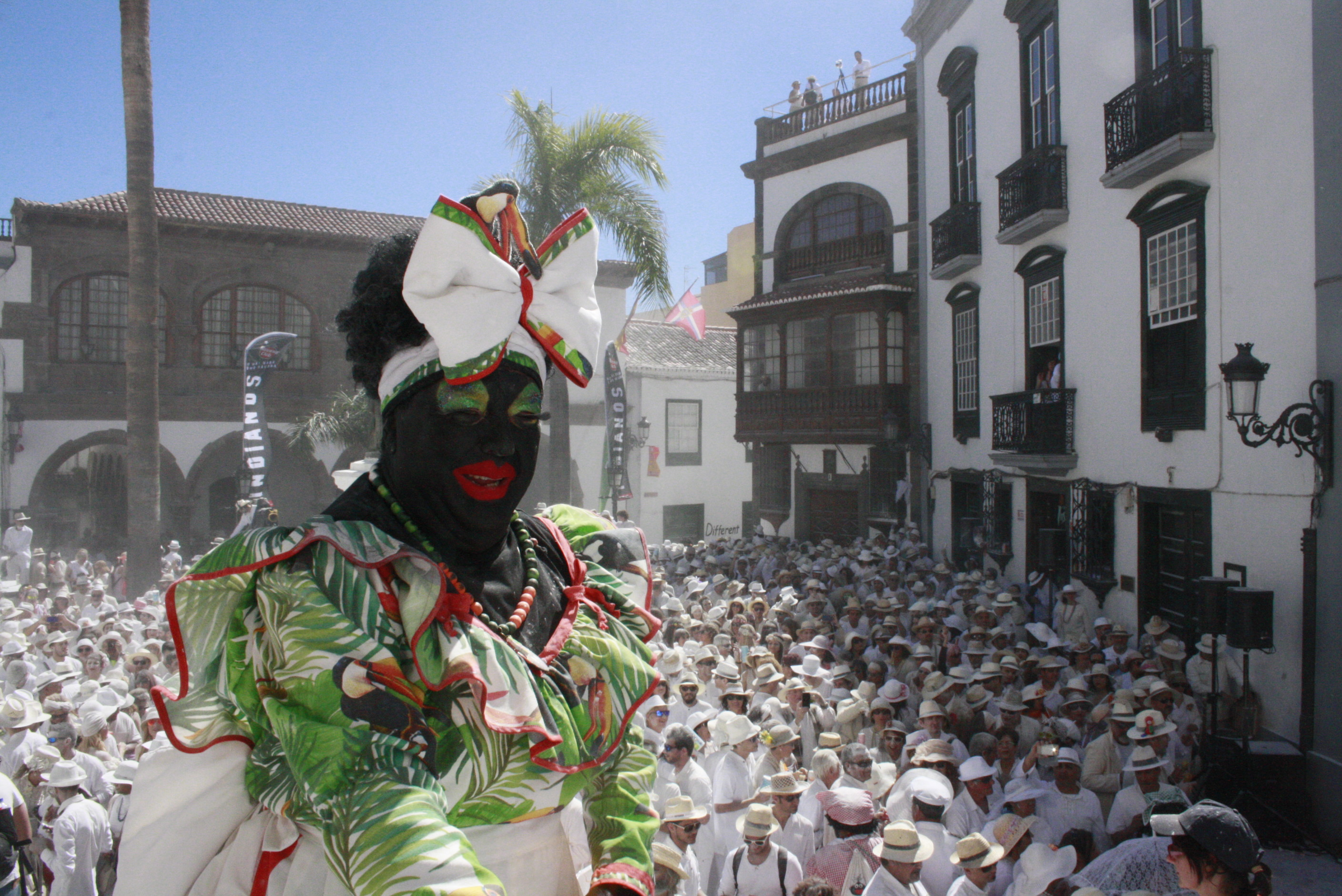
La Negra Tomasa es uno de los personajes que protagonizan el Día de Los Indianos

## Lugares de celebración
La fiesta se celebra exclusivamente en la capital de la isla de La Palma, Santa Cruz de La Palma todos los lunes de Carnaval.

## Otros datos
En 2006 surgió una polémica entre el carnaval de Santa Cruz de La Palma y el carnaval de Las Palmas de Gran Canaria. Esto se debió al intento de incorporación en este último del acto de "Los Indianos" que pertenece al citado carnaval de Santa Cruz de La Palma y que produjo un gran malestar en la sociedad palmera.